# Cyréna Samba-Mayela
Cyréna Samba-Mayela (Champigny-sur-Marne, 31 de octubre de 2000) es una deportista francesa que compite en atletismo, especialista en las carreras de vallas.
Participó en dos Juegos Olímpicos de Verano, en los años 2020 y 2024, obteniendo una medalla de plata en París 2024, en la prueba de 100 m vallas.
Ganó dos medallas en el Campeonato Mundial de Atletismo en Pista Cubierta, en los años 2022 y 2024, y una medalla de oro en el Campeonato Europeo de Atletismo de 2024.

## Palmarés internacional
| Juegos Olímpicos                     | Juegos Olímpicos      | Juegos Olímpicos | Juegos Olímpicos |
| Año                                  | Lugar                 | Medalla          | Prueba           |
| ------------------------------------ | --------------------- | ---------------- | ---------------- |
| 2024                                 | París (Francia)       | Medalla de plata | 100 m vallas     |
| Campeonato Mundial en Pista Cubierta |                       |                  |                  |
| Año                                  | Lugar                 | Medalla          | Prueba           |
| 2022                                 | Belgrado (Serbia)     | Medalla de oro   | 60 m vallas      |
| 2024                                 | Glasgow (Reino Unido) | Medalla de plata | 60 m vallas      |
| Campeonato Europeo                   |                       |                  |                  |
| Año                                  | Lugar                 | Medalla          | Prueba           |
| 2024                                 | Roma (Italia)         | Medalla de oro   | 100 m vallas     |